# Borda de Figuera
La Borda de Figuera és una borda del terme municipal de Tremp, a l'antic terme de Gurp de la Conca, al Pallars Jussà. Està situada al sud-sud-oest del poble de Gurp i al nord-nord-est del de Sant Adrià, al sud i a prop de l'església romànica de Sant Miquel de Gurp. És més o menys equidistant entre els dos pobles esmentats, però té més fàcil la comunicació amb el de Gurp. És en una carena entre la llau del Rial, a llevant, i el barranc de les Cambres, a ponent.